# Linda Briceño
Linda Briceño es una compositora venezolana, trompetista, productora y cantante. Fue galardonada Productora  del Año en el 19.º Premios Grammy Latinos, siendo la primera mujer que ganó el premio.
Briceño creció en Caracas, Venezuela, estudiando trompeta y percusión clásicas en El Sistema, el programa de educación musical que también produjo a Gustavo Dudamel, Diego Matheyz, y Pedro Eustache. Con la ayuda de Mireya Cisneros, Alberto Vollmer, Juan Luis Guerra, y Arturo Sandoval, Briceño se mudó a Nueva York en 2013.
En 2014 lanzó el álbum Tiempo, con dos nominaciones en los Premios Grammy Latinos. En 2018, lanzó el solo "11" bajo el nombre Ella Bric and the Hidden Figures, y produjo el álbum Segundo Piso de MV Caldera.
| Año  | Liberación   | Función            | Premios                                         |
| ---- | ------------ | ------------------ | ----------------------------------------------- |
| 2014 | Tiempo       | Artista            | Grammy Latino, Álbum Pop Tradicional [nominado] |
| 2014 | Tiempo       | Artista            | Grammy Latino, Mejor Nuevo Artista [nominado]   |
| 2018 | Once         | Artista, productor | Grammy Latino, Productora del Año [ganado]      |
| 2018 | Segundo Piso | Productor          | Grammy Latino, Productora del Año [ganado]      |